# Чижевський Григорій Павлович
Григо́рій Па́влович Чиже́вський (* 23 жовтня 1886, с. Ціпки Великобудищенської волості Гадяцького повіту Полтавської губернії — † 1936, Кельці, Польща) — Міністр внутрішніх справ УНР (1919). Учасник Другого Зимового походу Армії УНР. Полковник Армії УНР, артилерист. Син відомого діяча українського руху Павла Івановича Чижевського.

## Життєпис

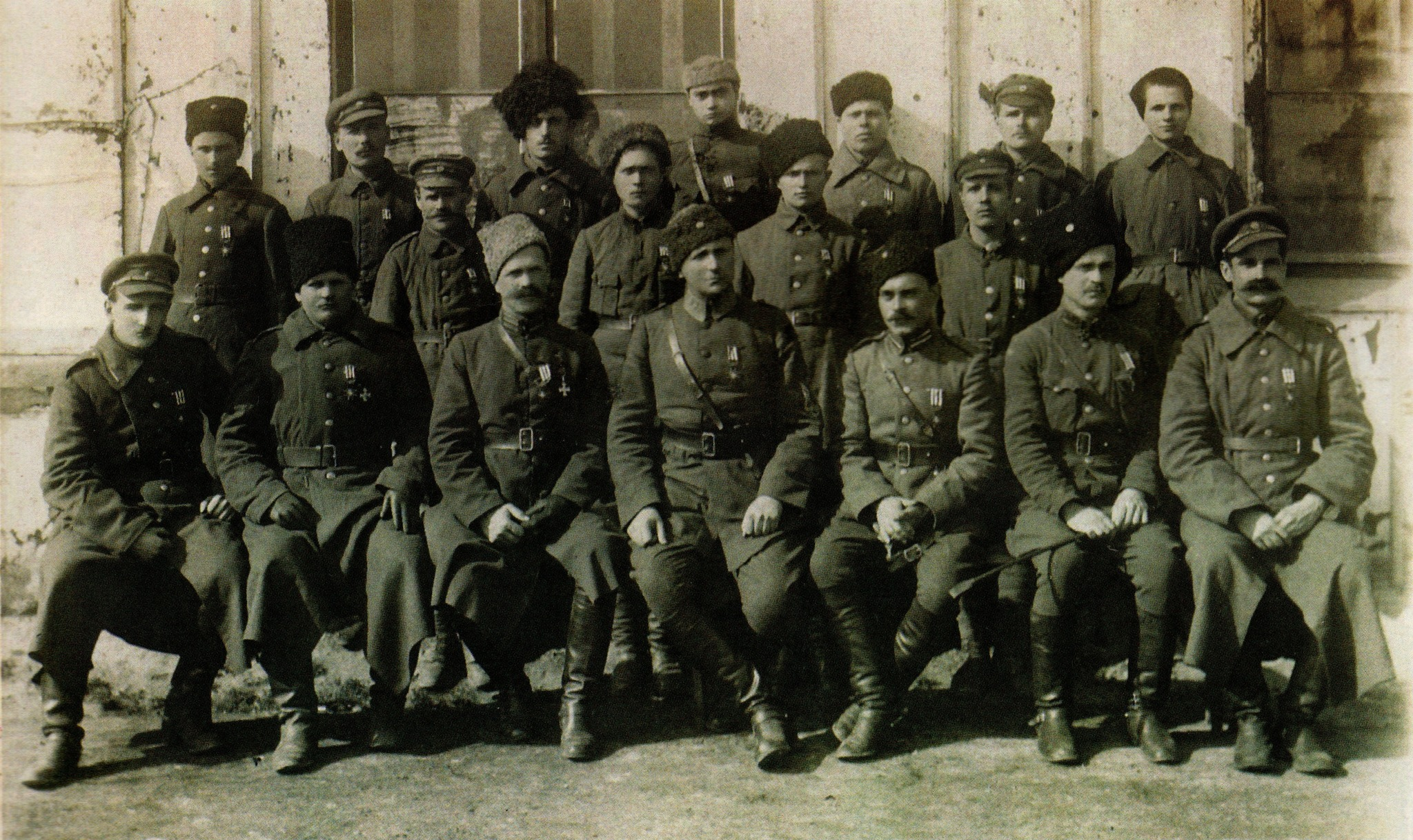
Лицарі «Залізного Хреста за Зимовий похід і бої» зі складу 3-ї Залізної дивізії з керівниками 2-ї Волинської дивізії.
1-й ряд зліва направо: Володимир Лаврик, підхор. Іван Назаренко, полк. Григорій Чижевський, ген. Олександр Загродський, підп. Олександр Недзвецький, підп. Микола Чижевський, підп. Іван Шура-Бура.
2-й ряд зліва направо: чот. Дмитро Рябінін, чот. Павло Кузенський, чот. Савко Стасюк, гуртковий Михайло Дяченко.
3-й ряд зліва направо: рой. Прокіп Баснюк, чот. Тимко Михальчук, чот. Петро Демченко, рой. Вадим Околовський, чот. Семен Антонів, рой. Сергій Полонський, козак Максим Викторів.

Походив з шляхти Полтавської губернії. Закінчив технічне училище в Олександрівську (1906), Київський політехнічний інститут (1910). 

### Служба в російській армії
1 травня 1912 р. був мобілізований до армії однорічником 2-го розряду до 5-ї батареї 9-ї артилерійської бригади (Полтава). У липні 1913 р. склав іспит на звання прапорщика запасу артилерії. У липні 1914 р. був знову мобілізований, служив молодшим офіцером 1-ї батареї 70-ї артилерійської бригади. З 19 липня 1915 р. — підпоручик. З 19 квітня 1916 р. — поручик. З 27 травня 1916 р — штабс-капітан, з 12 листопада 1916 р. — командир батареї 70-ї бригади, з 21 грудня 1916 р. — командир батареї 136-го окремого артилерійського дивізіону. Під час Першої світової війни був нагороджений всіма орденами до Святого Володимира IV ступеня з мечами та биндою, а також відзнакою Святого Георгія IV ступеня з лавровою гілкою (за бої під Ригою). 1 липня 1917 р. потрапив до німецького полону, перебував у таборі Ган-Мюнден.

### Служба в Армії УНР
З 14 лютого 1918 р — командир 1-ї батареї 1-го Українського гарматного полку (Синьожупанників). З 3 березня 1918 р — командир 1-го Українського гарматного полку до часу його офіційного розформування німцями (27—28 квітня 1918 р). З 1 травня 1918 р. — губернський комісар Центральної Ради на Полтавщині, 15 травня 1918 р. — відданий Гетьманом Скоропадським під суд у справі гетьманського перевороту. З 27 листопада 1918 р. — губернський комісар Директорії у Полтавській губернії.
З 14 лютого 1919 р. — міністр внутрішніх справ УНР. 1 квітня 1919 р. — у резерві старшин при штабі Дієвої армії УНР. З 18 квітня 1919 р. — командир гарматного куреня 16-го пішого загону Дієвої армії УНР, з 10 червня 1919 р. — командир 3-ї гарматної бригади 3-ї (згодом — Залізної) дивізії Дієвої армії УНР.
З 6 січня 1920 р. — помічник командира 3-го збірного кінного полку Дієвої армії УНР, з 18 квітня 1920 р. — т. в. о. командира та командир 3-го збірного кінного полку Дієвої армії УНР. З 12 червня 1920 р. — начальник 3-ї гарматної бригади 3-ї Залізної дивізії Армії УНР. Учасник Другого Зимового походу, начальник артилерії Української повстанчої армії. Під час Походу був поранений.

### На еміграції
Помер на еміграції у Польщі, у м. Кельцях.
В українській армії служив брат Григорія Чижевського — Микола.